# 尼泊尔鹪鹛
尼泊尔鹪鹛（学名：Pnoepyga immaculata），是雀形目鳞胸鹪鹛科的一种鸟类。

## 特征
尼泊尔鹪鹛体重约20.5克，翼长约55.8毫米，嘴峰长约12.6毫米，喙宽度约2.4毫米，喙厚度约3毫米，跗蹠长约21.8毫米，尾长约14.8毫米。尼泊尔鹪鹛在其分布区内为留鸟，其栖息在密集的高大的树木组成的森林中，食性为肉食性，主要食物来源是陆生无脊椎动物。

## 分布
尼泊尔的喜马拉雅山地区；在特莱平原越冬。